# Tajvan az 1988. évi téli olimpiai játékokon
Tajvan a kanadai Calgaryban megrendezett 1988. évi téli olimpiai játékok egyik részt vevő nemzete volt. Az országot az olimpián 4 sportágban 13 sportoló képviselte, akik érmet nem szereztek.

## Alpesisí
Férfi
| Versenyző      | Versenyszám            | 1. futam      | 1. futam      | 2. futam | 2. futam | Összesítés | Összesítés |
| Versenyző      | Versenyszám            | Idő           | Hely.         | Idő      | Hely.    | Idő        | Helyezés   |
| -------------- | ---------------------- | ------------- | ------------- | -------- | -------- | ---------- | ---------- |
| Chen Tong-Jong | Műlesiklás             | 1:33,57       | 64.           | 1:17,53  | 49.      | 2:51,10    | 48.        |
| Chen Tong-Jong | Óriás-műlesiklás       | kizárták      | kizárták      | kiesett  | kiesett  | kiesett    | kiesett    |
| Kuo Koul-Hwa   | Óriás-műlesiklás       | kizárták      | kizárták      | kiesett  | kiesett  | kiesett    | kiesett    |
| Lin Chi-Liang  | Óriás-műlesiklás       | kizárták      | kizárták      | kiesett  | kiesett  | kiesett    | kiesett    |
| Lin Chi-Liang  | Szuperóriás-műlesiklás |               |               |          |          | 2:30,81    | 57.        |
| Ong Ching-Ming | Műlesiklás             | nem ért célba | nem ért célba | kiesett  | kiesett  | kiesett    | kiesett    |
| Ong Ching-Ming | Óriás-műlesiklás       | kizárták      | kizárták      | kiesett  | kiesett  | kiesett    | kiesett    |
| Ong Ching-Ming | Szuperóriás-műlesiklás |               |               |          |          | 2:17,22    | 55.        |
| Tang Wei-Tsu   | Műlesiklás             | kizárták      | kizárták      | kiesett  | kiesett  | kiesett    | kiesett    |
| Tang Wei-Tsu   | Szuperóriás-műlesiklás |               |               |          |          | kizárták   | kizárták   |

## Bob
| Versenyző                                                | Versenyszám | 1. futam | 1. futam | 2. futam | 2. futam | 3. futam | 3. futam | 4. futam | 4. futam | Összesítés | Összesítés |
| Versenyző                                                | Versenyszám | Idő      | Hely.    | Idő      | Hely.    | Idő      | Hely.    | Idő      | Hely.    | Idő        | Helyezés   |
| -------------------------------------------------------- | ----------- | -------- | -------- | -------- | -------- | -------- | -------- | -------- | -------- | ---------- | ---------- |
| Chen Chin-San Lee Chen-Tan                               | Kettes      | 57,83    | 8.*      | 1:00,22  | 19.      | 1:00,99  | 17.*     | 1:00,07  | 18.      | 3:59,11    | 15.        |
| Sun Kuang-Ming Chen Chin-Sen                             | Kettes      | 59,25    | 27.      | 1:01,54  | 35.      | 1:02,26  | 34.      | 1:02,01  | 35.      | 4:05,06    | 33.        |
| Chen Chin-San Chen Chin-Sen Lee Chen-Tan Wang Jauo-Hueyi | Négyes      | 57,03    | 10.      | 58,94    | 23.      | 57,98    | 23.      | 58,80    | 23.      | 3:52,75    | 22.        |

* - egy másik csapattal azonos eredményt ért el

## Műkorcsolya
| Versenyző   | Versenyszám  | Kötelező elemek   | Kötelező elemek | Kötelező elemek | Rövid program     | Rövid program | Rövid program | Kűr               | Kűr     | Kűr         | Összesítés         | Összesítés |
| Versenyző   | Versenyszám  | Több. hely. száma | Hely.           | Hely. pont.     | Több. hely. száma | Hely.         | Hely. pont.   | Több. hely. száma | Hely.   | Hely. pont. | Helyezési pontszám | Helyezés   |
| ----------- | ------------ | ----------------- | --------------- | --------------- | ----------------- | ------------- | ------------- | ----------------- | ------- | ----------- | ------------------ | ---------- |
| David Liu   | Férfi egyéni | 5×24+             | 25.             | 15,0            | 5×23+             | 23.           | 9,2           | kiesett           | kiesett | kiesett     | kiesett            | kiesett    |
| Pauline Lee | Női egyéni   | 7×30+             | 29.             | 17,4            | 5×29+             | 29.           | 11,6          | kiesett           | kiesett | kiesett     | kiesett            | kiesett    |

## Szánkó
| Versenyző      | Versenyszám | 1. futam | 1. futam | 2. futam | 2. futam | 3. futam | 3. futam | 4. futam | 4. futam | Összesítés | Összesítés |
| Versenyző      | Versenyszám | Idő      | Hely.    | Idő      | Hely.    | Idő      | Hely.    | Idő      | Hely.    | Idő        | Helyezés   |
| -------------- | ----------- | -------- | -------- | -------- | -------- | -------- | -------- | -------- | -------- | ---------- | ---------- |
| Sun Kuang-Ming | Férfi egyes | 49,601   | 33.      | 51,584   | 35.      | 48,986   | 30.      | 51,429   | 34.      | 3:21,600   | 32.        |
| Teng Pi-Hui    | Női egyes   | 48,282   | 21.      | 48,431   | 21.      | 49,610   | 24.      | 50,804   | 24.      | 3:17,127   | 24.        |